# 短肢水生猛水蚤
短肢水生猛水蚤（学名：Enhydrosoma breviarticulatum）为短角猛水蚤科水生猛水蚤属的动物，是中国的特有物种。分布于广东、江苏等地，常生活于近海江河的淡水中。